# Уніс
Уніс, Унас — давньоєгипетський фараон, останній правитель V династії.

## Життєпис

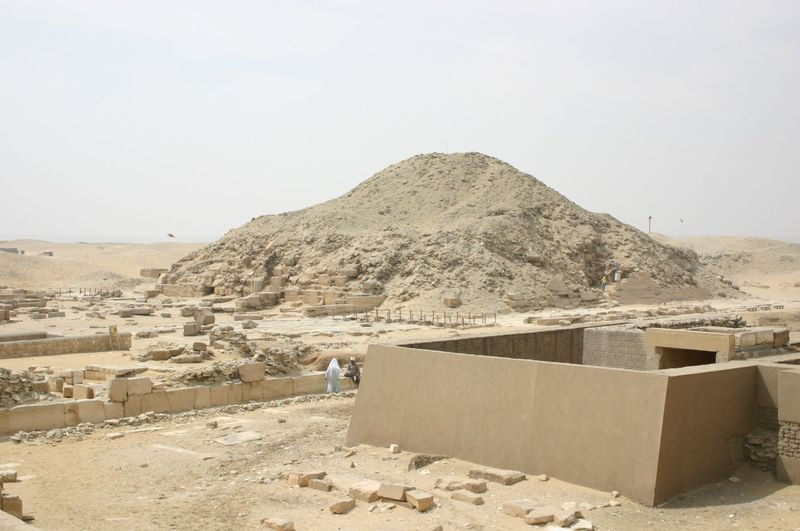
Піраміда Униса — перша архітектурна пам'ятка, що містить «Тексти Пірамід»

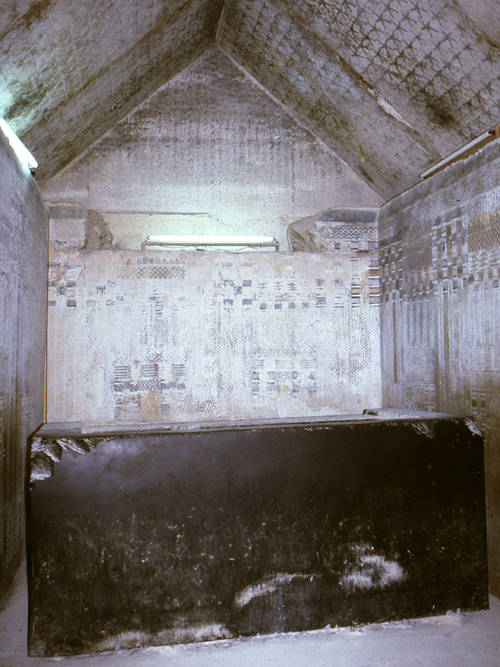
Поховальна камера піраміди Уніса

Походження Уніса невідоме; навіть не ясно, чи був він царської крові. Тривалість правління фараона була доволі значною: Туринський царський папірус каже про 30 років правління, а Манефон називав його Онносом та надавав йому 33 роки царювання.
Дружинами Унаса були цариці Небет і Хенут. Ім'я його старшого сина не збереглось, другий його син, Унісанх помер, імовірно, ще до смерті батька. Його дочками були Геметра, Сешешет Ідут, Хенткау II та Іпут I — майбутні дружина фараона Теті II, а також, можливо, Нефереткау й Неферут.
Уніс прагнув до зміцнення єгипетського впливу на південних кордонах своєї країни. В районі перших порогів Нілу був виявлений наскальний напис з іменем фараона. Також згадувався похід проти племені шасу, можливо, Уніс здійснював набіг на бедуїнів Палестини чи прилеглих районів Сирії. Під час розкопок біля його піраміди було виявлено рельєфи, що зображували бої з бедуїнами, човни з полоненими азіатами, видобуток каменю й золота, а також виснажених голодних єгиптян, що, можливо, каже про голод, який спалахнув за правління Уніса в Єгипті. Алебастрова посудина з його іменем була знайдена в Біблі. Уніс, очевидно, не був палким прихильником бога Ра, як його попередники, та навіть не мав «сонячного імені», а користувався тільки своїм особистим.
Уніс наказав збудувати піраміду в Саккарі. Та маленька піраміда (67 × 67 м, висотою 48 м) розташована одразу за південно-західним кутом огорожі, що оточує меморіальний комплекс Джосера. Нині піраміда Уніса сильно зруйнована — верхівка округлена, стіни вивітрились, основа завалена поваленими блоками, а заввишки вона не сягає й половини первинної висоти. Всупереч сильному руйнуванню піраміди, її внутрішні приміщення перебувають у гарному стані та доступні для огляду.
За Уніса царська влада явно послабилась. В останні роки царювання Уніса в Єгипті посилився вплив правителів номів. Ймовірно, саме вони й поклали край його правлінню. З усіх пірамід царів V династії його — найменша.